# Chapelle de Lanvignec
La chapelle de Lanvignec est un édifice situé à Paimpol, en France.

## Localisation
La chapelle est située sur le territoire de la commune de Paimpol au lieu-dit de Lanvignec dans le département des Côtes-d'Armor, dans la région Bretagne.

## Description
La chapelle, en forme de croix latine, présente la particularité archéologique d'avoir les angles du chevet et du transept arrondis. La charpente, depuis une restauration à une date indéterminée, est pyramidale. L'autel proviendrait de l'abbaye de Beauport.

## Historique
Au XIIe siècle, la paroisse de Lanvignec est une enclave de l'évêché de Dol. Dès le XIIIe siècle, elle devient une trève de la paroisse de Perros-Hamon (Ploubazlanec) et dépend alors de l'abbaye de Beauport.
La chapelle est une ancienne église paroissiale figurant, dès 1198, parmi les biens de Saint-Riom confirmés par le pape Innocent III. Supprimée à la Révolution, elle fut unie à Paimpol par ordonnance royale du 19 juin 1824.
La chapelle est inscrite partiellement au titre des monuments historiques par arrêté du 2 mars 1964.

## Protection
Éléments protégés : la chapelle, avec son placître et le mur qui l'entoure.

## Galerie

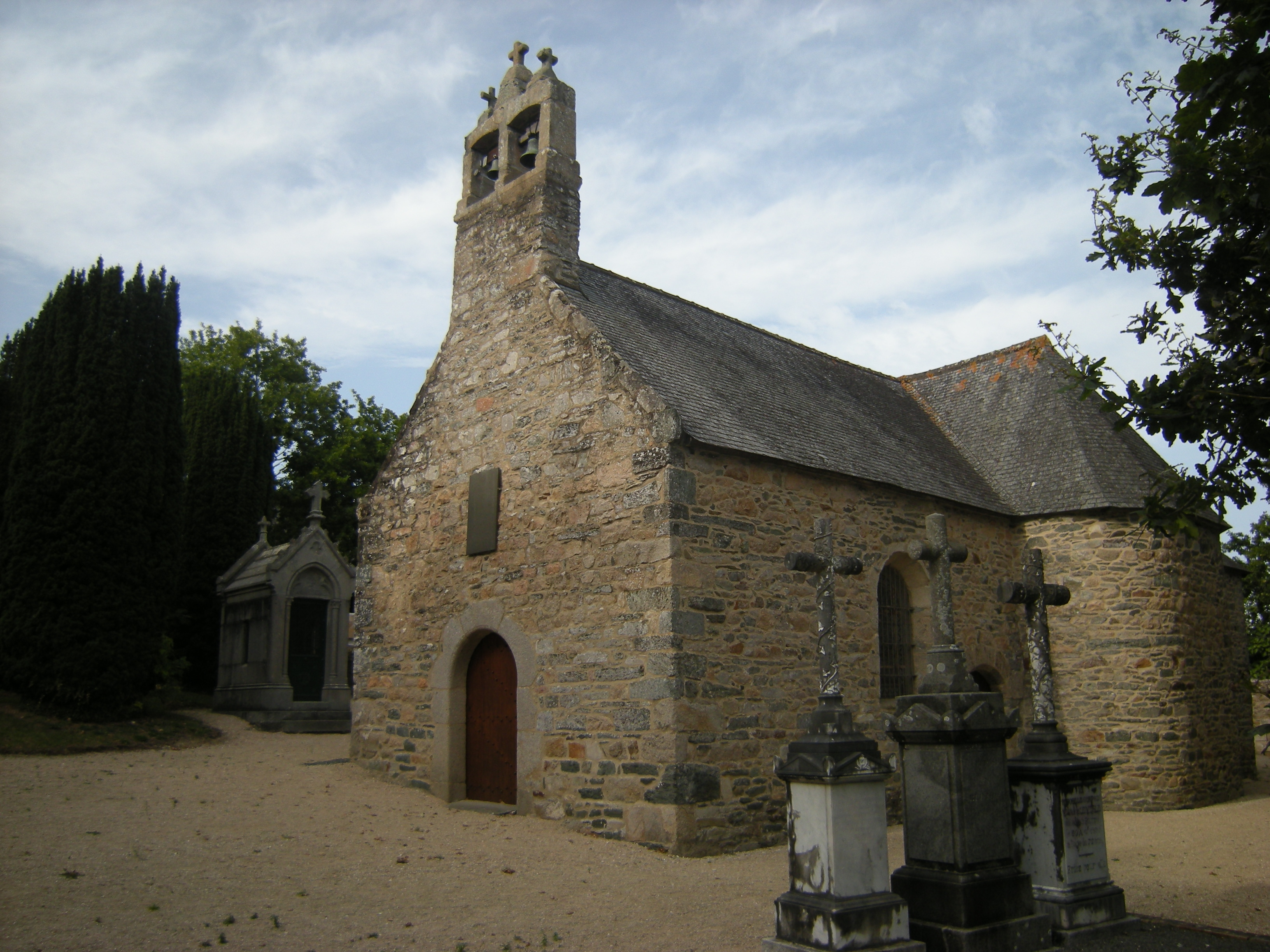
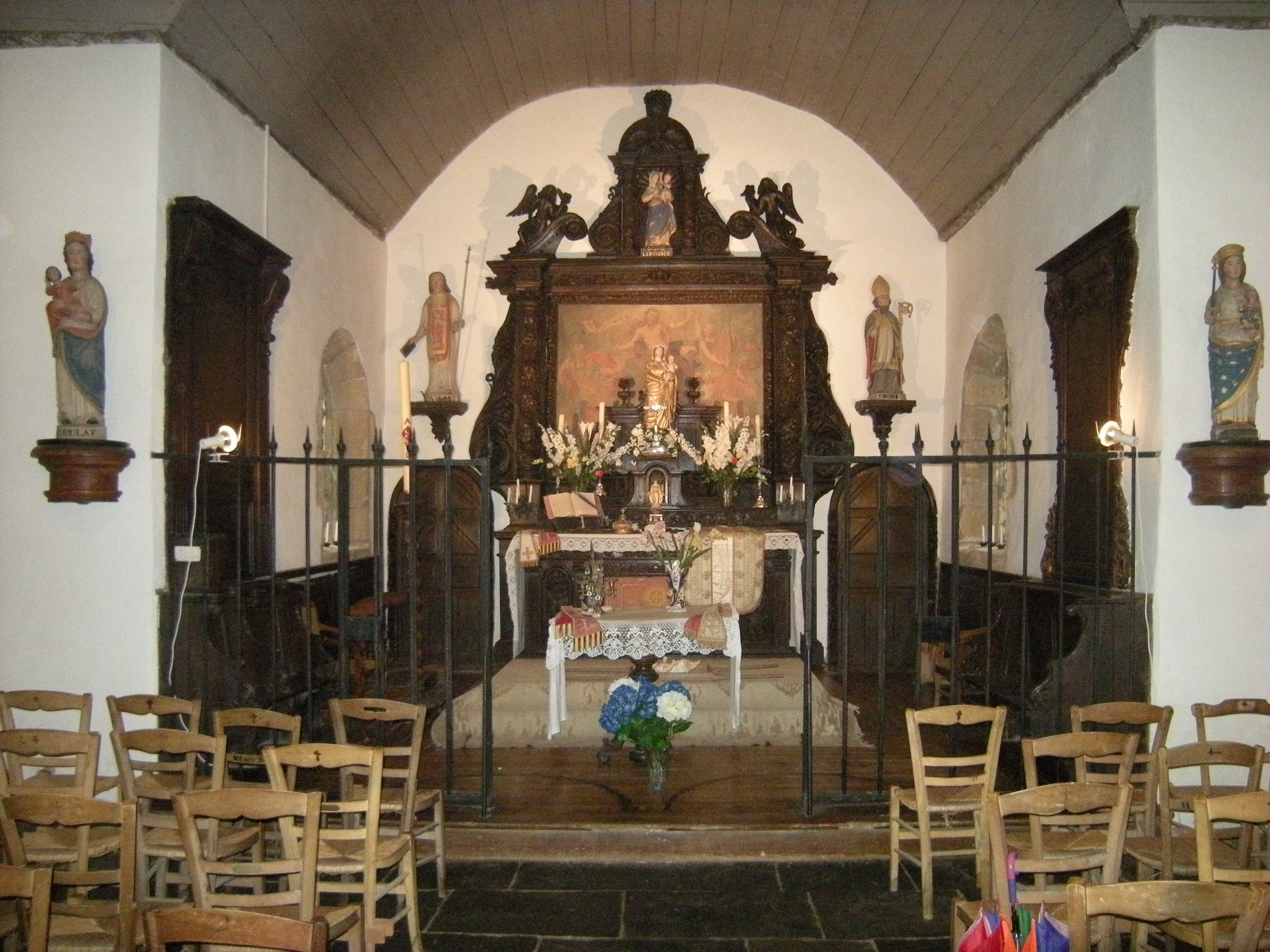
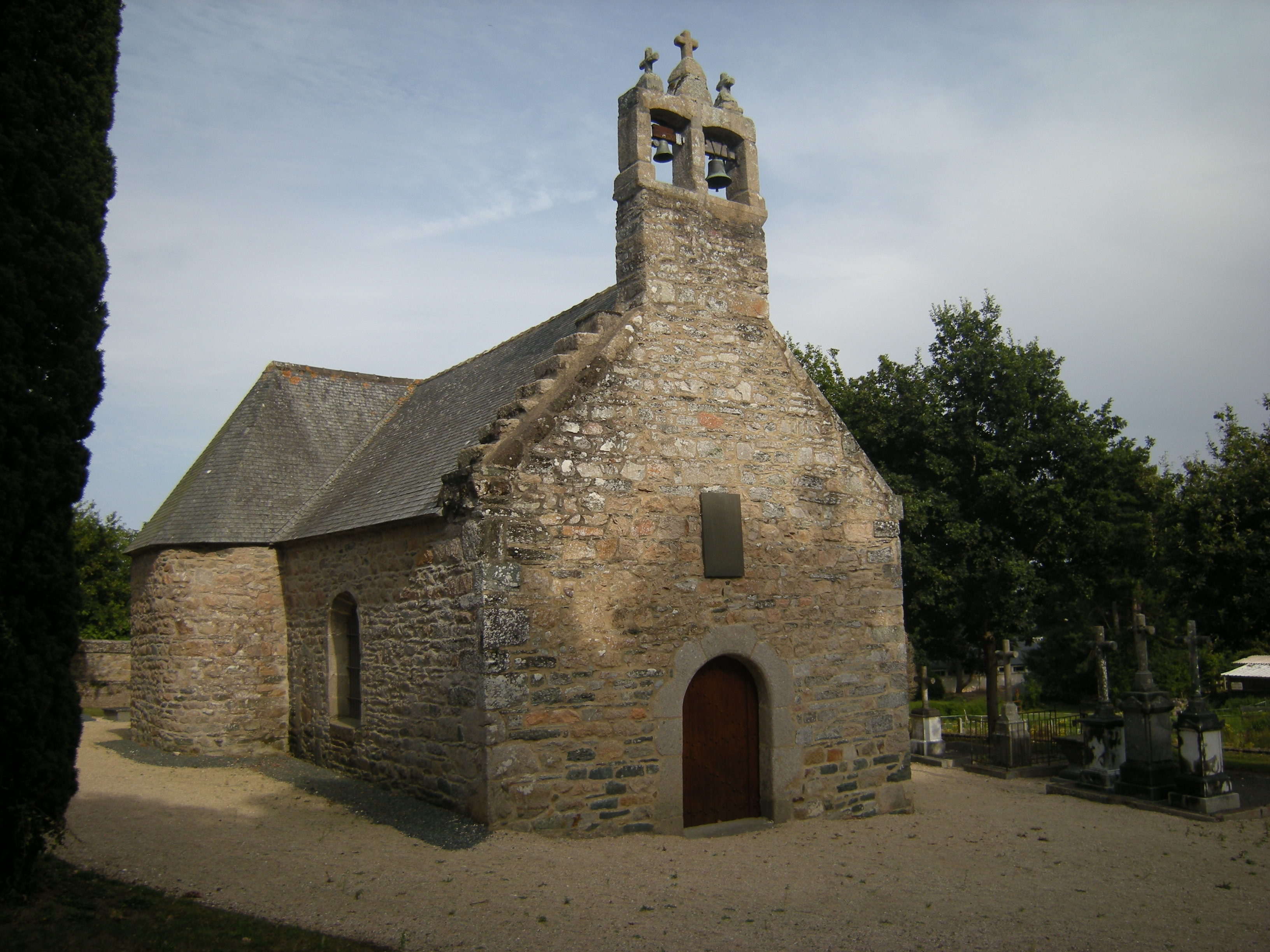